# Crusader Kings II
Crusader Kings II (kurz CK2) ist ein Echtzeit-Globalstrategiespiel für Windows, Linux und macOS aus dem Jahr 2012. Der von Paradox Development Studio produzierte Nachfolger des 2004 erschienenen Crusader Kings ist in der Zeit des Mittelalters angesiedelt. Seit Oktober 2019 ist das Spiel kostenfrei spielbar. 2020 erschien der Nachfolger Crusader Kings III.

## Spielprinzip
Der Spieler übernimmt die Kontrolle über eine mittelalterliche Herrscherdynastie und kann dabei Herrschaftsgebiete von Grafschaften bis hin zu Kaiserreichen als Lehnsherr kontrollieren.
Die Steuerung einer Dynastie bedeutet, dass der Spieler nicht einen bestimmten Staat oder Charakter spielt, sondern jeweils nur den Anführer der gewählten Dynastie bzw. dessen Erben. Durch Kriege, Erbfälle und Einheiraten in andere Dynastien können neue Ländereien und Titel hinzugewonnen werden, um so das Prestige der eigenen Dynastie zu befördern. Das Spiel endet, wenn eine Dynastie beim Tod des gespielten Charakters keinen möglichen Erben der eigenen Dynastie mehr aufweist oder die Dynastie keine Landtitel mehr besitzt. Ein zentrales Element des Spiels ist somit eine zielgerichtete Heiratspolitik zur Sicherung der Nachfolge für seine Erben. Wenn der Spieler es jedoch beständig schafft Erben zu erzeugen, um seine Dynastie weiterzuführen, endet das Spiel, ohne Modifikationen, die es erlauben unendlich lange zu spielen, im Jahre 1453.
Ziel des Spiels ist es, so viele Punkte wie möglich zu erreichen. Jene Punkte werden beim Tod jedes Spielercharakters durch die Summe von Pietät, von dem der Spielercharakter meist weniger hat, und Prestige ermittelt. Wenn das Spiel endet, egal wie, werden alle erzielten Punkte zusammengerechnet und angezeigt, dazu gibt es einen Vergleich mit berühmten mittelalterlichen Dynastien. Prestige, und teilweise auch Pietät, kann durch Zugewinn von Ländereien, Siege in militärischen Konflikten, Einheiraten in mächtige andere Dynastien oder durch verwirklichte Ambitionen (zuvor festgelegte Zwischenziele im Spiel) erfolgen. Pietät wiederum gewinnt man durch verschiedenste, meist religiöse, Entscheidungen.
Bei neuen Charakteren, ob Spieler oder nicht, bedient sich das Spiel eines Genetik- und Ausbildungssystems, in welchem alle Charaktere in Abhängigkeit von Eltern und Ausbildern und durch Zufallsereignisse beeinflusst, körperliche Eigenschaften, geistige Fähigkeiten und Attribute wie Kultur und Religion entwickeln. Diese Faktoren beeinflussen maßgeblich die Beziehungen zu anderen Herrschern und insbesondere zu Vasallen, die für den Spielercharakter Gebiete beherrschen. Diese Tatsache fügt dem Spiel eine zusätzliche Dimension hinzu, in welcher der Spieler versucht, seine Nachfolger als künftige Herrscher oder Vasallen durch Heirat und Mentoren optimal auszubilden.
Der Spieler beherrscht eine Anzahl direkt durch ihn verwalteter Ländereien (die eigene Domäne) und zusätzlich Vasallen, die jedoch ihre Ländereien eigenständig verwalten und innerhalb ihrer eigenen Dynastie weitervererben. Die Vasallen sind verpflichtet, bei Bedarf Truppen für den Spieler bereitzustellen und Steuern an ihn abzuführen. Allerdings muss der Spieler sein Augenmerk darauf richten, die Meinung der Vasallen ihm gegenüber hoch zu halten, um Rebellionen zu vermeiden.
Crusader Kings II ist gegenüber anderen Paradox-Titeln wie etwa Europa Universalis, Hearts of Iron oder Victoria: Empire under the Sun hinsichtlich der Regelungstiefe stark vereinfacht. Während die vorgenannten Spiele es dem Spieler erlauben, nahezu jeden Aspekt der Staatsführung selbst festzulegen, sind in Crusader Kings II Feldzüge, Zusammensetzungen von Heeren und Belagerungen, ebenso wie die technische Entwicklung weitestgehend automatisiert, so dass der Spieler nur Entwicklungsrichtungen vorgibt. Dies führt dazu, dass der Schwerpunkt klar auf der Heranbildung von Charakteren, Heiratspolitik und Kontrolle von Herrschaftsansprüchen liegt.
Das Spiel bietet fünf verschiedene Führungsebenen, wovon eine Stufe (der Baronrang) jedoch nur als Patrizierfamilie einer Handelsrepublik für den Spieler effektiv spielbar ist.
Diese sind (in aufsteigender Reihenfolge):
- Barone (mit Ausnahme von Patrizier als Vasall einer Handelsrepublik nicht spielbar) herrschen über Baronien (Städte, Burgen, Tempel) als Vasallen von Grafen,
- Grafen herrschen über Grafschaften und direkt über Baron-Vasallen und sind ggf. Vasallen von Herzögen und Königen, seltener auch Kaisern,
- Herzöge herrschen über Herzogtümer und direkt über Graf-Vasallen ihres Reiches und sind ggf. Vasallen von Königen oder Kaisern,
- Könige herrschen über Königreiche und die niederen Lehnsherren ihres Reiches und sind ggf. Vasallen von Kaisern (zum Beispiel Böhmen),
- Kaiser beherrschen Kaiserreiche und die ihnen untergebenen Vasallen, meistens Herzöge.

Der Spieler herrscht innerhalb des Spiels (in den allermeisten Fällen) jeweils nur über die Barone seiner Domäne und die Vasallen der nächstniedrigeren Führungsebene. Er übt die diplomatische, wirtschaftliche und ideelle Herrschaft über sein Gebiet aus, fördert den Ausbau seiner Ländereien und führt Kriege gegen andere Herrscher.
Im Vergleich zu anderen Globalstrategiespielen sind die Akquisitionen von Ländereien und Macht in Crusader Kings II zumeist Ergebnis langfristiger Planung bis hin zur Vorbereitung über mehrere Generationen von Erben. Zum Beispiel können einzelne Grafschaften, aber auch ganze Königreiche dem Spieler als Erbe zufallen oder auch von ihm an andere Lehnsherren oder, durch Erbteilung, an andere Geschwister abfallen. Ferner ist es auch nicht möglich, ohne einen Kriegsgrund oder mit ausgehobenen Truppen andere Reiche anzugreifen. Entweder benötigt man dazu einen Erbanspruch (auch ein Anspruch der eigenen Vasallen ist möglich) oder eine andere Religion. Erbansprüche können auch seltener durch diplomatische Maßnahmen fingiert werden.

### Steuerung
Die in Provinzen unterteilte 3D-Karte wird in einer Draufsicht dargestellt. Es lassen sich verschiedene Ansichten wählen, z. B. Politisch, Geographisch und Aufstandsgefahr. Die Perspektive ist stufenlos zoombar.
Das Spiel läuft in Echtzeit mit wählbarer Geschwindigkeit ab, kann jedoch jederzeit angehalten werden, um in der Pause Befehle zu geben.
Die Steuerung erfolgt mit Maus und Tastatur.

## Versionen und DLC
Das Spiel selbst ist mit dem Steamclient erhältlich. Ohne den Steamclient war es auf Gamersgate zu finden. Erweiterungen sind zwischen diesen beiden Versionen nicht kompatibel.
Die Variante ohne Steamclient bekommt seit dem Patch 2.02 keine Unterstützung mehr. Kunden von Gamersgate bekamen Steamkeys für CK2 in ihrem Gamersgate-Konto.
Seit Erscheinen des Spiels wurden beständig Nachbesserungen durch Patches realisiert. Zusätzlich bietet Paradox verschiedene kostenpflichtige Zusatzinhalte als Downloads an. Diese reichen von Erweiterungen der Spielmusik über historisch korrekte Wappen-Packages bis hin zu einem „Ruler-Designer“, der es dem Spieler erlaubt, den Anfangscharakter seiner Dynastie selbst zu erstellen und dabei dessen Aussehen, Wappen, Fähigkeiten und Eigenschaften selbst festzulegen. Zudem gibt es auch ein „Customization Pack“, das dem Spieler u. a. ermöglicht, Liegenschaften sowie untertänige Kinder und Dynastien umzubenennen. Außerdem wird ein DLC angeboten, das es dem Spieler erlaubt Speicherstände aus Crusader Kings II in das Spiel Europa Universalis IV zu konvertieren.
Weitere Zusätze, die auch den Spielinhalt erweitern:
| Name                                                       | Veröffentlichung  | Patchnummer | Veränderungen |
| ---------------------------------------------------------- | ----------------- | ----------- | --- |
| Schwert des Islam (Originaltitel: Sword of Islam)          | 26. Juni 2012     | 1.06        | Erlaubt das Spielen von muslimischen Dynastien |
| Die Nachfolge Roms (Originaltitel: Legacy of Rome)         | 16. Oktober 2012  | 1.07        | Erweiterung mit dem Fokus auf Politik und Dynastien in Byzanz. Erweiterungen u. a. beim Intrige-System und der neuen Möglichkeit, „stehende Heere“ zu besitzen. |
| Invasion aus dem Abendrot (Originaltitel: Sunset Invasion) | 15. November 2012 | 1.08        | Fügt ein Event der Invasion der Azteken hinzu. |
| Die Republik (Originaltitel: The Republic)                 | 15. Januar 2013   | 1.09        | Handelsrepubliken wie die Hanse, Gotland, Venedig, Genua oder Pisa werden spielbar. Der Zusatz erlaubt ein Spiel, das aufgrund der Spielbarkeit von Nicht-Adeligen einen anderen Blickwinkel erlaubt. |
| Die alten Götter (Originaltitel: The Old Gods)             | 28. Mai 2013      | 1.10        | Das Spiel kann hiermit bereits im Jahr 867 begonnen werden, wobei ein Fokus auf Wikingern und deren Raubzügen und nicht-christlichen Religionen liegt. Dabei wurden neben paganen skandinavischen Religionen unter anderem der Zoroastrismus als spielbare Religion und Geschichtsereignisse der zusätzlichen ca. 200 Jahre hinzugefügt. Wie auch bei Erscheinen anderer DLC-Pakete zuvor, wurde ebenso das Basisspiel überarbeitet, erweitert und damit für das Zusatzpaket vorbereitet. |
| Sons of Abraham                                            | 18. November 2013 | 2.0         | Legt den Fokus auf die Abrahamitischen Religionen (Christentum, Judentum und Islam) und führt einige neue Ritterorden für diese drei Religionen ein. Außerdem kann man seinen Herrscher auf eine Pilgerreise schicken, das Kardinalskollegium besetzen, um die Papstwahl zu beeinflussen, und als jüdischer Herrscher das Königreich Israel wiederherstellen. |
| Rajas of India                                             | 25. März 2014     | 2.1         | Erweitert die Karte um den indischen Subkontinent und die dortigen Religionen. Diese sind aber nur nach Kauf des DLC auch spielbar. |
| Charlemagne                                                | 14. Oktober 2014  | 2.2         | Führt das Jahr 769 als frühestes Startdatum ein. Der Fokus liegt auf der Zeit des namensgebenden Karls des Großen, welche zahlreiche neue Ereignisse bietet. |
| Way of Life                                                | 16. Dezember 2014 | 2.3         | Führt ein Charakterfokus-System ein. |
| Horse Lords                                                | 14. Juli 2015     | 2.4         | Erweitert das Spiel um Nomaden und die Seidenstraße. Zudem wurde die Spielkarte mit Erscheinen des DLC um Gebiete der zentralasiatischen Steppe erweitert. |
| Conclave                                                   | 2. Februar 2016   | 2.5         | Fügt mehrere Elemente der Innenpolitik (Ratsgesetze, Gefallen, …) hinzu. |
| The Reaper’s Due                                           | 25. August 2016   | 2.6         | Die Erweiterung hebt die historische Bedeutung von Epidemien und Krankheiten im Mittelalter hervor. Der Fokus liegt auf dem Schwarzen Tod, einem Ausbruch der Beulenpest, der einem Drittel der damaligen Bevölkerung Europas das Leben kostete. |
| Monks and Mystics                                          | 7. März 2017      | 2.7         | Der Spieler kann sich nun Ordensgemeinschaften anschließen, in Rängen aufsteigen und so neue Handlungen und Aktionen erleben. |
| Jade Dragon                                                | 16. November 2017 | 2.8         | Ermöglicht dem Spieler diplomatische Beziehung mit dem mächtigen Kaiser im fernen China. |
| Holy Fury                                                  | 13. November 2018 | 3.0         | Fügt neue Modi zur Erstellung der Spielwelt hinzu (Zufällig und Zersplittert). Fügt Kriegerlogen und legendäre Blutlinien hinzu. Katholische Herrscher müssen gekrönt werden. |

## Mods
Für Crusader Kings II stellt der Entwickler die Möglichkeit für Spiel-Modifikation bereit. Dies reicht von Änderungen während des Spiels (Cheats), über leichte Änderungen (wie historische Korrekturen oder zusätzliche Grafiken), bis zu Total-Conversion-Mods, bei denen die umfangreichen Änderungen zu einem nahezu eigenständigen Spiel führen.
Es gibt noch sehr viele weitere Modifikationen, welche von Benutzern im offiziellen Hersteller-Forum oder im Steam-Workshop aufgelistet werden.

## Rezeption
Das Spiel wurde von Kritikern insgesamt gut aufgenommen und erhielt bei Metacritic eine aggregierte Wertung von 82.
Das Spielemagazin GameStar lobt die hochkomplexen Spielmechanik und die im Vergleich zu vorherigen Paradox-Spielen wenigen Bugs. Das Spiel eigne sich vor allem für „Profi-Strategen“, die viel Zeit und Geduld mitbringen. Wertungsabzüge gab es für die mangelhafte deutsche Lokalisierung des Spiels.
Auch 4Players spricht von Übersetzungsfehlern.
Der Tester erwähnt außerdem, dass die Reichsbildung erfrischend politisch unkorrekt verlaufe und lobt geschickte Computerwidersacher.

„Wer ins Mittelalter abtauchen will, wird hier strategisch gut unterhalten!“

Aus einer offiziellen Statistik, die zum dritten Jahrestag des Erscheinens herausgegeben wurde, geht hervor, dass sich das Spiel über 1,1 Millionen Mal verkauft hat. Zudem sollen mehr als 5,5 Millionen kosmetische DLC-Pakete und 2,5 Millionen Spielerweiterungen abgesetzt worden sein.